# Observatoire de Haute-Provence
L'Observatoire de Haute-Provence (OHP) est un observatoire astronomique situé depuis 1936 à Saint-Michel-l'Observatoire dans les Alpes-de-Haute-Provence (France). Depuis le 8 février 2017, il est partiellement inscrit au titre des monuments historiques. 
En complément aux activités astronomiques, il accueille depuis les années 1970 une station de recherche en sciences de l'atmosphère et depuis les années 2000 un équipement d'étude de la biodiversité méditerranéenne.

## Site
L'observatoire est situé dans le sud-est de la France, à environ 90 km à l'est d'Avignon et 100 km au nord de Marseille, à une altitude d'environ 650 m sur un plateau dépendant de la commune de Saint-Michel-l'Observatoire, dans le département des Alpes-de-Haute-Provence près de Forcalquier (10 km) et Manosque (15 km). 
L'implantation de l'observatoire s'explique par la pureté de l'atmosphère du pays de Forcalquier. Si la qualité des images de l'observatoire de Haute-Provence n'est pas excellente, le nombre de nuits utilisables pour la photométrie s'avère très bon. En moyenne, 60 % des nuits sont propices aux observations, les meilleures saisons étant l'été et l'automne.
L'observatoire resta longtemps le plus important d'Europe. La situation a depuis bien évolué et les plus importants ensembles d'équipements astronomiques dans le monde se sont installés en altitude et, notamment dans le désert d'Atacama au Chili. La plus grande altitude permet d'obtenir une turbulence atmosphérique plus faible (le seeing), offrant des images plus nettes. En moyenne, environ 170 nuits par an sont sans nuages. La visibilité est généralement de l'ordre de 2" (secondes d'arc) mais peut parfois atteindre 1" ou moins. L'observation se dégrade fortement, parfois jusqu'à plus de 10" lorsque le mistral souffle du nord-ouest. Ce phénomène se produit environ 45 jours par an en moyenne, principalement en hiver. Les bonnes conditions météo suivent souvent un épisode de mistral.
En moyenne, l'absorption atmosphérique à l'OHP est environ deux fois supérieure à celle observée à l'Observatoire européen austral (ESO) à La Silla, au Chili.

## Histoire
À la suite de la création du Centre national de la recherche scientifique par le gouvernement du Front populaire, la décision de construire un tel observatoire est prise durant l'été 1936 et le choix du site est arrêté le 9 novembre 1936 par un comité scientifique dirigé par Jean Perrin. Les travaux débutent en 1937 près du village de Saint-Michel. Mais le début de la Seconde Guerre mondiale ralentit considérablement l'avancement du projet. Les ouvriers locaux construisent un mur bas à travers la colline, sans réelle fonction autre que celle d'empêcher les sangliers d'entrer sur le site, mais surtout de leur éviter le STO imposé par le gouvernement de Vichy au bénéfice de l'Allemagne.
Le premier télescope historiquement est le 80 cm (diamètre du miroir primaire). Il a été utilisé près de Forcalquier dès 1932 pour tester la qualité du site, puis est installé dans l'enceinte de l'observatoire en 1945.
Le télescope de 120 cm (T120) est installé sur le site en 1941, après avoir servi à l'Observatoire de Paris entre 1875 et 1897. Les observations avec le T120 commencent en 1943 et les premiers articles de recherche basés sur des observations faites à l'OHP sont publiés en 1944.
Des astronomes étrangers utilisent l'observatoire pour la première fois en 1949, lors de la visite de Geoffrey et Margaret Burbidge.
Ce n'est qu'en 1958 qu'est entré en service le premier grand télescope, celui de 1,93 m, fabriqué par Grubb Parsons (en), précédant celui de 1,52 m en 1967 et spécialisé en spectroscopie.
Le 8 février 2017, l'observatoire et les lunettes jumelles du petit prisme objectif, l'observatoire et le télescope du grand prisme objectif, l'observatoire et le télescope Schmidt ont fait l'objet d'une inscription  sur l'inventaire supplémentaire des monuments historiques,.

## Principaux instruments

### T193
En 1958 entre en service le premier grand télescope, de 1,93 m (T193). C'est grâce à lui que la première planète extrasolaire (ou exoplanète) autour d'une étoile de la séquence principale, 51 Pegasi b, est découverte en 1995 par Michel Mayor et Didier Queloz avec le spectrographe ÉLODIE. L'attribution du Nobel de physique en 2019 à la découverte remet en lumière l'observatoire.
En 2006, l'instrument SOPHIE (spectromètre de haute précision) prend la relève ; c'est cet instrument qui assure le suivi des observations faites par le satellite spécialisé français CoRoT. Cet instrument permet la confirmation de l'existence de la planète Kepler-88b, autour de l'étoile Kepler-88, en décembre 2013.

### T152
Depuis sa construction en 1967 le T152 est spécialisé en spectroscopie. Depuis 1989, il est équipé du spectrographe AURELIE, qui peut être remplacé par le spectrographe EMILIE, abrité dans la même coupole. Le T152 a un frère jumeau, de caractéristiques identiques, utilisé à l'ESO jusqu'en 2002 puis modernisé.
Le T152 sert également à expérimenter et mettre au point des dispositifs optiques conçus sur place ou en partenariat avec le LAM et l'Onera. Récemment on peut citer le banc optique Papyrus pour la recherche en optique adaptative, qui sert de démonstrateur pour une partie du spectrographe Harmoni qui équipera le futur télescope ELT.

### T120
Le T120 est un télescope Newton ouvert à f/6 (focale de 723 cm). Il est équipé d’une caméra CCD de 2048×2048 offrant un champ carré de 13,1 " de côté, utilisée pour divers travaux de photométrie et d’astrométrie.

### T80
Premier télescope installé dans la région lors de la qualification du site, sa particularité est l'étonnante absence de système de pointage assisté. Il doit être positionné manuellement par le réglage des cercles de coordonnées. Pour les grandes amplitudes de mouvements, cela s'apparente au maniement d'une bôme de mât de voilier. Pour ces raisons, il est souvent destiné aux étudiants faisant un stage d'astronomie l'été ou remplaçant les techniciens de coupole prenant leurs congés.

### ProjetProvidence
L'implantation d'un télescope de 2,50 m baptisé Providence est à l'étude pour 2028-2029, sous la tutelle conjointe de l'INSU et de l'Onera. Il devrait être équipé d'une optique adaptative de nouvelle génération et optimisé pour la haute résolution angulaire (HRA), visant plusieurs applications : l'observation des satellites artificiels et des débris de l'orbite basse jusqu'à l'orbite géostationnaire, la détection d'astéroïdes géocroiseurs et le suivi des phénomènes transitoires comme les sursauts gamma et les supernovas. Providence devrait remplacer le T152 dans sa coupole. Le 16 juin 2025 au salon du Bourget, le CNRS et l'Onera ont signé une déclaration d’intérêt commun pour la réalisation de Providence, mettant en avant la future utilisation duale, scientifique et militaire, du télescope.

### Instruments hébergés
L'observatoire héberge plusieurs instruments appartenant à des organismes tiers, notamment étrangers. 
On peut citer un télescope de 1 m appartenant à l'Observatoire de Genève, un télescope de 50 cm exploité par le CNES pour le suivi des satellites, et le Berlin Exoplanet Search Telescope (BEST), un télescope de 20 cm utilisé pour détecter des exoplanètes en observant les transits devant des étoiles de type solaire.

## Domaines de recherche annexes

### Sciences de l'atmosphère
Depuis les années 1970, sous l'impulsion du service d'aéronomie du CNRS, l’observatoire de Haute-Provence héberge également une importante station d'étude de l'atmosphère. Trois techniques principales sont mises en œuvre : le sondage atmosphérique par laser pulsé (LIDAR), l'observation de la colonne d'air par spectrométrie, et le lâcher de ballons stratosphériques. Sous l'impulsion de Gérard Mégie, dès les années 1980, l'OHP a été le site leader au niveau mondial pour les télémesures lidar de caractéristiques atmosphériques : vent, température, ozone troposphérique et aérosols. En sa mémoire, le bâtiment dédié porte le nom de station Gérard-Mégie (SGM).
Plusieurs réseaux internationaux de mesure des paramètres de l'atmosphère y sont représentés comme le NDACC (Network for the Detection of Atmospheric Composition Changes), PHOTON/AERONET (surveillance des aérosols) ou PAES (Pollution à l'échelle synoptique) et à l'échelle nationale, l'OHP appartient au ROSEA, Réseau d’Observatoires pour l’Etude et la Surveillance de l’Eau Atmosphérique regroupant cinq stations.
Depuis 2014, l'OHP abrite également une tour de 100 m dédiée au projet international ICOS. Elle est équipée de nombreux instruments, particulièrement de capteurs de mesure des gaz à effet de serre : dioxyde de carbone, méthane et vapeur d'eau.
L'OHP est ainsi conventionné avec l'Institut Pierre-Simon-Laplace pour les recherches en physique de l'atmosphère.

### Sciences de l'environnement
L'observatoire est implanté dans un écosystème méditerranéen, majoritairement composé d'une forêt de chênes pubescents (Quercus pubescens). Depuis 2009, le CNRS (départements INEE et INSU) a financé l'installation d'une plateforme d'étude de ces arbres, l'Oak Observatory at OHP (O3HP)  au sein de la fédération de recherches Écologie Risque et Environnement (ECCOREV). L'O3HP complète les sites de Puichabon (Hérault) spécialisé dans l'étude des chênes verts et de Fontblanche (Roquefort-la-Bédoule, Bouches-du-Rhône) dédié au pin d’Alep,.
Sur 400 m², un dispositif expérimental permet de comparer trois parcelles, l'une sous "stress hydrique aggravé", la deuxième sous "stress hydrique naturel" et la troisième, parcelle témoin irriguée. Le dispositif est organisé autour d'un système de passerelles en croix, sur deux niveaux (80 cm et 3,50 m) instrumentées pour l'observation des chênes sans perturber le sol. Il est complété par un système d’exclusion des pluies, un système d’irrigation, un système de réchauffement du sol, un réseau de capteurs (température, humidité, etc.), et des laboratoires pour le traitement des échantillons.

## Centre d'astronomie associé
En 1998 a été construit le Centre d'Astronomie sur le plateau du Moulin de Saint-Michel-l'Observatoire, dédié à la médiation scientifique autour de l'astronomie pour le grand public. Un sidérostat y est installé pour l'observation du soleil ainsi que plusieurs télescopes. Un planétarium de 64 places y est inauguré en 2022.

## Tutelle et direction
L'observatoire de Haute-Provence est une unité de service et de recherche du CNRS (INSU) qui est fédérée avec le laboratoire d'astrophysique de Marseille (LAM) au sein de l'observatoire astronomique de Marseille-Provence depuis le 1er janvier 2000, devenu l'Institut Pythéas en 2012.
Les personnalités suivantes se sont succédé à la direction de l’établissement :
- Jean Dufay (1936 - 1965), également directeur de l'observatoire de Lyon durant cette période
- Charles Fehrenbach : sous-directeur à partir de 1943, puis directeur de 1966 à 1983
- Yvette Andrillat (1984)
- Philippe Véron (1985 - 1994)
- Antoine Labeyrie (1995 - 1999)
- Jean-Pierre Sivan (2000 - 2003)
- Michel Boër (2004 - 2011), spécialiste des sursauts gamma
- Auguste Le Van Suu (2012 - 2022)[19]
- Marc Ferrari (depuis 2023)[20], spécialiste en instrumentation et en optique adaptative

## Postérité
L'astéroïde (7755) Haute-Provence a été découvert à l'OHP en 1989 par Eric Walter Elst et est nommé à la fois en référence à la région et à l'observatoire.